# Ovtsharenkoia pallida
Ovtsharenkoia pallida là một loài nhện trong họ Hersiliidae.
Loài này thuộc chi Ovtsharenkoia. Ovtsharenkoia pallida được miêu tả năm 1875 bởi Kroneberg.